# Astiphromma italicum
Astiphromma italicum là một loài tò vò trong họ Ichneumonidae.